# ルーマニア社会主義共和国

ルーマニア人民共和国（1947年 - 1965年）
ルーマニア社会主義共和国（1965年 - 1989年）
Republica Populară Română (ルーマニア語)
Republica Socialistă România (ルーマニア語)

国の標語: Proletari din toate țările, uniți-vă!（ルーマニア語）
万国の労働者よ、団結せよ！国歌: 
Zdrobite cătușe（ルーマニア語）
壊された足枷（1948年 - 1953年）
Te slăvim, Românie（ルーマニア語）
我ら、ルーマニアを讃える（1953年 - 1975年）
Trei culori（ルーマニア語）
三色旗（1977年 - 1989年）

ルーマニア社会主義共和国の位置（1965年）

ルーマニア社会主義共和国（ルーマニアしゃかいしゅぎきょうわこく、Republica Socialistă România, レプーブリカ・ソーチャリスタ・ロムニア）は、1945年から1989年まで存在したルーマニア共産党による一党独裁のソ連型社会主義国である。1965年8月21日までの国号はルーマニア人民共和国（ルーマニアじんみんきょうわこく、Republica Populară Română, レプーブリカ・ポプラーラ・ロムナ）であった。国歌は「三色旗」であり、1848年に国歌として採用された『Deşteaptă-te, române!』（『目覚めよ、ルーマニア人!』）は斉唱を禁止された。国章は、森林とカルパティア山脈を背景に、小麦の穂と油井が描かれており、その後ろから太陽が顔を覗かせる。
1945年5月8日の第二次世界大戦の敗北後、1947年12月30日にルーマニア王国の国王ミハイ一世が退位を宣言して成立し、ゲオルゲ・ゲオルギウ＝デジがルーマニアの指導者となった。1965年3月にゲオルギウ＝デジが死ぬと、ニコラエ・チャウシェスクがルーマニア共産党書記長に就任し、共産国家ルーマニアの指導者として統治し続けた。
1989年12月に発生した一連の出来事を経て、共産体制は終焉を迎えた。

## ミハイ一世の退位
君主制を敷いていたルーマニア王国は、1944年8月までミハイ一世が統治していた。イオン・アントネスク(Ion Antonescu)はナチス・ドイツと同盟を結んでおり、第二次世界大戦においてはソ連に立ち向かった。イオン・アントネスクは、自身の政府を弱体化させる可能性のある共産主義の活動家を釈放することについて危惧しており、共産主義者たちはトゥルグ・ジウ(Târgu Jiu)の収容所に移送された。ミハイ一世が起こした宮廷クーデターに伴い、1944年8月23日にアントネスクが逮捕されると、共産主義者たちは釈放された。この宮廷クーデターにより、イオン・アントネスクの政府は崩壊し、親ドイツ政権が終わった。ルーマニア共産党(Partidul Comunist Român)は、1930年代の頃には非合法の組織団体であった。この党はアドルフ・ヒトラー(Adolf Hitler)のドイツとの軍事同盟に最初から反対していた唯一の政治勢力でもあった。
1944年8月、ソ連軍のルーマニアへの進軍が加速した。1944年9月の時点で、ソ連はルーマニアの大部分を占領下に置いていた。9月12日にルーマニアとソ連のあいだで休戦協定が結ばれたのち、ソ連軍はルーマニア全土を占領するに至った。ソ連がルーマニアを占領した初期の頃には、ソ連軍の兵士によるルーマニア人女性への強姦が横行していた記録が残っている。
1947年12月30日、ペトル・グローザがゲオルゲ・ゲオルギウ＝デジ(Gheorghe Gheorghiu-Dej)を伴ってエリサベータ宮殿を訪れ、ミハイ一世に対して退位を迫った。ミハイ一世が退位を表明したのに伴い、ルーマニア共産党が政権を掌握し、「ルーマニア人民共和国」(Republica Populară Română)の樹立が宣言された。1948年2月4日、ソ連とルーマニアの間で、友好、協力、相互扶助の条約が調印・締結された。同月、ルーマニア労働者党(Partidul Muncitoresc Român)の最初の党大会が開催された。
1949年1月、ルーマニアは、東側諸国の国々とともに経済相互援助会議の創設に参加し、1955年5月には、ポーランドにて、友好、協力、相互扶助の条約に署名した。西側諸国は、ルーマニアを孤立させるため、ルーマニアが連合国に加盟するのを妨害しようとした。

## ゲオルゲ・ゲオルギウ＝デジ

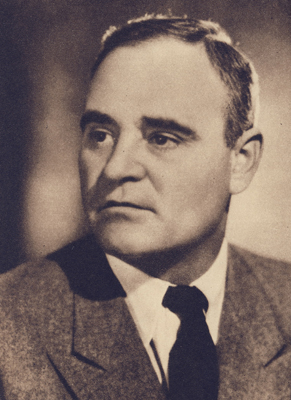
ゲオルゲ・ゲオルギウ＝デジ

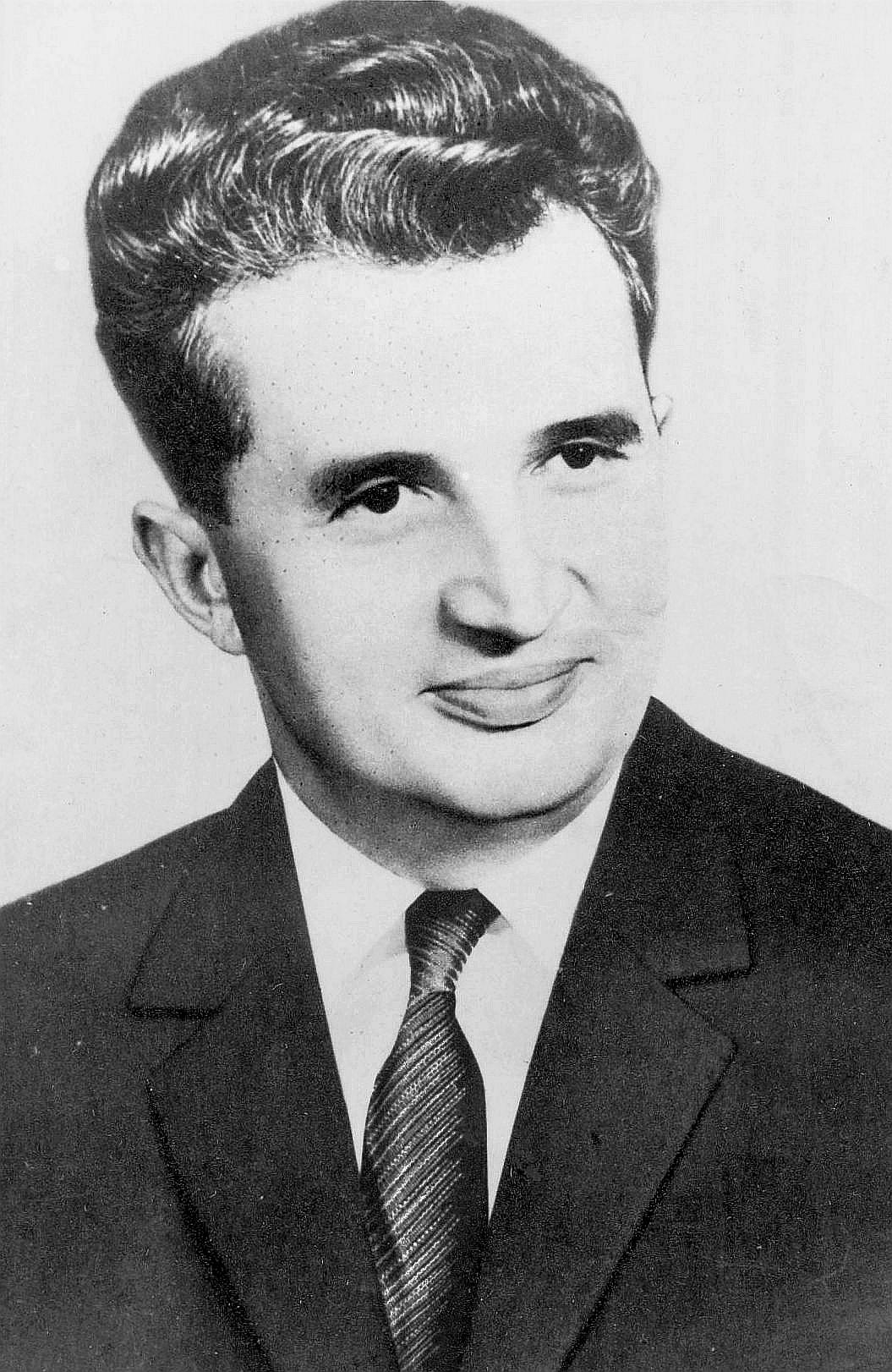
ニコラエ・チャウシェスク

当時、ルーマニア労働者党内では、アナ・パウケル(Ana Pauker)のような「モスクワ派」（彼女と同じく、党員の多くがモスクワで数年間亡命暮らしを送っていたことから、このように呼ばれる）と「獄中派」（その多くは、第二次世界大戦中にドフターナ刑務所で過ごしていた）は敵対状態にあった。「獄中派」の事実上の指導者であったゲオルギウ＝デジは、集団農場の強化を支持し、1948年には法務大臣のルクレチウ・パトラシュカーヌを逮捕させ、その見せしめ裁判を後押しした。パトラシュカーヌは1954年にジラーヴァ刑務所で殺された。ゲオルギウ＝デジは、ユダヤ人であるというだけでなく、邪魔な存在でもあったパウケルを排除する好機と捉えた。ゲオルギウ＝デジはヨシフ・スターリン(Иосиф Сталин)に対し、パウケル一派への対策を積極的に働きかけた。1951年8月、ゲオルギウ＝デジはモスクワを訪問し、パウケルだけでなく、書記局にいる彼女の同盟者、ヴァスィーレ・ルカとテオハリ・ジョルジェスクを粛清するため、スターリンから承認を得ようとした。しかし、歴史学者のヴラディミール・ティスマナーノによれば、記録文書による証拠に基づき、「アナ・パウケルの失脚は、-1980年代にルーマニアで出版された某小説が我々にそう思わせてはいるが、- ゲオルギウ＝デジによる巧妙な術策だけが原因なのではなく、より適切に言うなら、何よりも、スターリンがルーマニアで大規模な政治的粛清を開始する決定を下したからである」という。1952年5月27日、中央委員会書記局の委員であったアナ・パウケル、ヴァスィーレ・ルカ、テオハリ・ジョルジェスクは書記局から粛清・追放された。モスクワ派の同志たちを粛清したことにより、ゲオルギウ＝デジの党と国家に対する支配力は強まることとなった。
1952年、ゲオルギウ＝デジの推薦を受けて、頭角を現しつつあったニコラエ・チャウシェスク(Nicolae Ceaușescu)が、ルーマニア労働者党中央委員会委員に選出された。1954年、チャウシェスクは中央委員会書記になり、1955年には中央委員会政治局委員になった。1950年代半ばの時点で、チャウシェスクは党と国政に大きな影響力を及ぼす存在となっており、党内序列第2位にまで上り詰めた。チャウシェスクはゲオルギウ＝デジの決定を支持したが、ゲオルギウ＝デジの死後にチャウシェスクが書記長に就任すると、アナ・パウケルやルクレチウ・パトラシュカーヌらはいずれも名誉回復がなされた。
ゲオルギウ＝デジは、ニキータ・フルシチョフ(Ники́та Хрущёв)によるスターリン批判、脱スターリン化(Десталинизация)という一連の行為に対して、当初は動揺を見せていた。その後、ゲオルギウ＝デジは1950年代後半にワルシャワ条約機構(The Warsaw Treaty Organization)と経済相互援助会議(The Council for Mutual Economic Assistance)において、ルーマニアが半自主的な外交・経済政策の事業計画立案者となり、ソ連からの指示に叛く形で、ルーマニアにおける重工業の創設を主導した（インドとオーストラリアから輸入した鉄資源を活用する形でガラーツィ(Galați)に大規模な製鉄所を新たに建設する）。皮肉なことに、ゲオルギウ＝デジ政権下のルーマニアは、かつてはソ連に最も忠実な衛星国の一つと考えられていたため、「外交政策の寛大さと『自由主義』が国内の抑圧と結び付いた様式を最初に確立したのは誰か」が忘れられる傾向にある。このような価値体系に基づいた措置は、「ソヴロム」（SovRom, ルーマニアとソ連の経済企業。ソ連が資源を確保するための手段として設立された。1956年に解散）の追放や、ソ連とルーマニアの共通文化事業の縮小に伴い、明らかにされた。
ヴラディミール・ティスマナーノは「スターリンがいなければ、ゲオルギウ＝デジは無名の存在のままであっただろう。スターリンのおかげで、ゲオルギウ＝デジはルーマニアの絶対的な指導者になれた。ゲオルギウ＝デジはスターリンに忠実であり、一貫したスターリニストであり、スターリンの思想を積極的に受け入れた。それゆえにニキータ・フルシチョフが行ったスターリン批判に動揺し、憤慨さえしたのだ」と書いた。また、ドナウ・黒海運河の建設事業は、ゲオルギウ＝デジがスターリンを喜ばせるために推進したものであった。
1955年、ニキータ・フルシチョフがルーマニアを訪問した際、ゲオルギウ＝デジは、ルーマニア国内に駐留しているソ連軍を撤退させるよう要求した。1950年代の終わりまでに、ソ連はルーマニアから最後の赤軍を撤退させた。これはゲオルギウ＝デジ個人の功績である。しかし、秘密警察のセクリターテ(Securitate)は依然としてゲオルギウ＝デジの忠実な手先であった。1956年に勃発したハンガリー動乱のおり、ルーマニアはハンガリーに対する弾圧の波に加わった。動乱の指導者、ナギ・イムレ(Nagy Imre)に対して、ゲオルギウ＝デジは「舌で吊るすべきだ」と言い放った。ナギ・イムレは1958年6月に絞首刑に処せられた。
1949年3月2日、ルーマニア大国民議会常任幹部会(Prezidiul Marii Adunari Nationale)は法令第82号を発行し、50ヘクタールの土地の国有化を決定した。1949年の初頭、ニコラエ・チャウシェスクは、農地の国有化のために設立された農業省の特別委員会の指揮を執っていた。農業副大臣から国防副大臣になったあとも、チャウシェスクは集団農場の政策に関わっていた。1957年12月4日、ルーマニアの東部にある村、ヴァドゥ・ロシュカ(Vadu Roșca)で農民による蜂起が勃発した。チャウシェスクはこれを鎮圧するため、部隊を率いて同地に出動した。チャウシェスクは部隊に対し、現地の農民たちに機関銃で発砲するよう命じた。この蜂起で18人が逮捕され、「反逆」と「社会秩序に対する陰謀」の罪で実刑判決を受けた。2006年、財務大臣のヴァルジャン・ヴォスゲイニアンは、ルーマニアの上院議会にて、チャウシェスクが鎮圧したこの事件を取り上げ、「9人の農民が射殺され、48人が負傷した」と発表した。1949年から1952年にかけて80000人を超える農民が逮捕され、そのうち30000人が実刑判決を受けた。集団農場政策は、ルーマニアの共産主義者が実行した最も広範な「再生」事業であった。産業と銀行体系の国有化の達成に4年（1948年 - 1952年）かかり、集団農場は1962年まで続いた。ルーマニア労働者党の活動家、中央政府・地方政府、民兵、治安部隊、軍隊、国境警備隊、党と国家のあらゆる勢力が集団農場に関与していた。ルーマニアの人口の70%が農民であり、彼らに共産主義の生活様式を強制するのは困難であった。1949年3月、チャウシェスクはルーマニア労働者党の本会議の席で、教育現場でマルクス・レーニン主義教育を強化するよう勧告していた。

## ニコラエ・チャウシェスク
1965年3月19日、ゲオルギウ＝デジがブクレシュティにて肺癌で亡くなった。1954年から1955年にかけて、ゲオルギウ＝デジからルーマニア労働者党第一書記の座を譲られたことがあったゲオルゲ・アポストルは、自分が「ゲオルギウ＝デジ直々に後継者に指名された」と主張していたが、閣僚評議会議長のイオン・ゲオルゲ・マオレルはアポストルに対して敵意を抱いていた。マオレルは、アポストルが権力を掌握するのを阻止しようとし、妥協案として、ゲオルギウ＝デジが子飼いにしていたチャウシェスクに党指導部をまとめさせることにした。ゲオルギウ＝デジと仲の良かった内務大臣、アレクサンドル・ドラギーチ(Alexandru Drăghici)が党内で権力を掌握するのを危惧したイオン・ゲオルゲ・マオレル、キヴ・ストイカ、エミール・ボドナラーシュは、党の新たな指導者としてニコラエ・チャウシェスクへの支持を表明した。なお、キヴ・ストイカがチャウシェスクへの支持を表明したのは、国家評議会議長の役職と引き換えであった。チャウシェスクを指名した彼らは、チャウシェスクを「自分たちに従順な傀儡にしよう」と考えていた。
1965年3月22日、満場一致の承認を得て、ニコラエ・チャウシェスクがルーマニア労働者党中央委員会第一書記に就任した。イオン・ゲオルゲ・マオレルは閣僚評議会議長、ゲオルゲ・アポストルとエミール・ボドナラーシュは閣僚評議会第一副議長の座に留まり、キヴ・ストイカは1965年3月24日に国家評議会議長に就任し、1967年12月9日までこれを務めた。1965年7月に開催されたルーマニア労働者党第9回党大会の席にて、チャウシェスクは政党名を「ルーマニア共産党」(Partidul Comunist Român)に戻すことを提案し、可決された。前任者のゲオルギウ＝デジは、1948年2月以来、「ルーマニア労働者党第一書記」の肩書を名乗っていたが、チャウシェスクはこの役職名を「ルーマニア共産党書記長」に戻した。1965年8月21日、チャウシェスクは新たな憲法の制定の採択を宣言し、国名を「ルーマニア人民共和国」から「ルーマニア社会主義共和国」(Republica Socialistă Română)に変更した。
1990年1月4日、「ルーマニア自由テレビ」(Televiziunea Română Gratuită)で放映されたイオン・ゲオルゲ・マオレルへの取材映像の中で、マオレルは「チャウシェスクを書記長に指名したのは、私の過ちだった」と答えた。マオレルによれば、「もし国内で権力闘争が公然と始まった場合、それを口実にソ連が再び軍隊を編成して派遣してくる恐れがあった」という。マオレルは、チャウシェスクについて「十分な教育は受けていないが、学習意欲が旺盛で、偏見を抱くことなく他人の意見に耳を傾け、理解しようとする人物」と語っている。
1969年に開催されたルーマニア共産党第10回党大会にて、党の規約が変更された。それによれば、書記長は中央委員会本会議ではなく、党大会の場で直接選出されることになった。これにより、チャウシェスクにはさらに強大な権力が集中することになった。このころには、政治局の人間の3分の2は、チャウシェスクが指名した人物で占められていた。
キヴ・ストイカは、1970年代前半に全役職から解任された。1976年2月18日、ストイカは頭に銃弾を受けて死んだ。彼の死は、公式には「自殺」と発表されたが、ストイカの妻は夫の死について「自殺ではない」と訴えた。ゲオルゲ・アポストルは、ルーマニア共産党第10回党大会にて、コンスタンティン・ダスカレスクに批判され、党指導部を解任された。アポストルは、のちに南米の国々で大使を務めることになった。イオン・ゲオルゲ・マオレルは1974年3月29日に閣僚評議会議長を解任された。
ニコラエの妻であるエレナ・チャウシェスク(Elena Ceaușescu)も党指導部の1人となり、彼女は夫とともに党の運営に深く関与するようになった。エレナは1972年7月にルーマニア共産党中央委員会委員に、1973年6月にはルーマニア共産党中央委員会政治局委員に、さらにはエミール・ボドナラーシュによる推薦を受けて、党執行委員会に選出された。1980年3月、ニコラエはエレナを閣僚評議会第一副議長に任命している。
その間にも、チャウシェスクへの権力の集中は続いた。1967年12月9日にキヴ・ストイカが国家評議会議長を辞任すると、チャウシェスクはストイカの後任として第3代国家評議会議長に就任した。同日、エミール・ボドナラーシュを国家評議会副議長に任命した。ボドナラーシュは1976年1月24日までこれを務めた。チャウシェスクは1967年に経済評議会を、1968年に国防評議会を設立し、国家評議会の権限を継続的に拡大させた。1969年3月14日、チャウシェスクは国防評議会議長に任命され、ルーマニア軍の最高司令官という立ち位置となった。
1974年3月28日、ルーマニアの憲法が改正され、最高行政権が国家評議会から唯一の元首である大統領に移譲され、国家評議会は大統領が引き続き主導する機関として存続した。新たな憲法によれば、大統領はルーマニア大国民議会から選出され、任期は「5年間」であった。1974年3月29日、チャウシェスクはルーマニア社会主義共和国の大統領に選出されるとともに、事実上の終身大統領となる趣旨を宣言するに至った。

## 内政
ルーマニア共産党書記長に就任したころのチャウシェスクは、国内の報道の検閲を緩和した。ルーマニアにおける報道の自由は、ほかの共産国家に比べると緩やかであった。ルーマニア国民は、国内だけでなく外国による報道にも触れることが可能であった。ルーマニアへの出入りは比較的自由であり、共産党政府は住民の移住を妨害したりはしなかった。ルーマニア在住のユダヤ人は、イスラエルに向かう権利を得られた。芸術や文化における表現の様式は、党のイデオロギーに反しない限り、自由であった。

### 堕胎の禁止

1950年以降のルーマニアの出生率のグラフ

1966年10月1日、チャウシェスクは堕胎と避妊を禁止する「法令第770号」(Decretul 770)を新たに制定した。10月2日、国家評議会議長のキヴ・ストイカによる署名のもと、法律が布告された。ルーマニアでは、1957年に中絶を許可する内容の法令が出ており、それを廃止する形となった。子供のいない女性による妊娠中絶を禁止し、子供がいない25歳以上の女性と男性に対しては、30%近くの所得税を課した。子供が5人未満の女性への避妊薬の販売は禁止となり、離婚については例外的な事例のみ、認められた。5人以上の子供を産んだ女性には、国から物資の援助を受ける権利が生じ、10人以上産んだ場合は「母親英雄」(Мать-Героиня)の勲章を授与された。しかし実際には、女性の多くは望まぬ妊娠を避け、秘密裏に堕胎しようとして怪我を負ったり、死亡したりした。チャウシェスクは労働力を増やそうと考えており、自国民の家族や胎児のことを心配していたわけではなかった。
チャウシェスクは、「子供を持つことを避ける者は、国家の法律に違反する脱走兵である」と述べた。当時、ルーマニア国民が俗に「月経警察」と呼んでいた役人の前で、女性は妊娠しているかどうか確認を受けた。1986年、共産主義青年団の組織員たちは一般家庭を回り、住人の女性に対して性行為の頻度について尋ねた。子供がいない場合、「何故まだ妊娠していないのか」を詳しく説明する必要があり、納得のいく説明ができなければ独身税が課せられた。これは毎月の収入の10%に相当する額であった。しかし、これは望ましい結果にはつながらなかった。すべての妊娠のうち、約60%が中絶に終わった。およそ10000人のルーマニア人女性が秘密裏に堕胎しようとし、合併症を併発して死亡したという。
この法律により、ルーマニアの人口は確かに増加したが、何千人もの子供たちが孤児院に置き去りにされ、孤児の数が増えただけでなく、HIV感染までもが増加した。孤児に対応するため、国営の「施設」が作られるも、過密状態で職員の数は不足し、子供たちの最も基本的な需要さえ満たせずにいた。1966年から1967年にかけて、ルーマニアの出生数はほぼ2倍に膨らんだが、1970年代に入ると再び低下した。1990年初頭のルーマニアでは、約100000人の子供たちが、世間から秘匿され、悲惨な状況下にあった孤児院の内部で暮らしており、これは医療における怠慢、無関心、施設の不備の組み合わせでもたらされた。当時のルーマニアは、出生率と乳児死亡率の両方とも、ヨーロッパで最も高く、コンドームの密輸が増加していた。
ルーマニア国内におけるエイズ感染の爆発的な蔓延の「材料」は、期限切れの注射器による注射と血液の微量輸血、この2つを中心に構成された。ルーマニアでエイズが蔓延していた事実に対して、チャウシェスクは「資本主義社会特有の現象である」とみなし、イデオロギー上の理由からHIV感染の蔓延の問題を無視していた。1980年代のルーマニアでは、HIV検査は実施されてはいなかった。
内務大臣のアレクサンドル・ドラギーチはチャウシェスクと対立して粛清されたが、チャウシェスクが公布したこの堕胎禁止令に対してドラギーチは支持を表明しており、出生主義を含む他の政策面で、チャウシェスクとドラギーチの意見が一致したこともある。
この法律は、1989年12月26日をもって廃止された。

### 個人崇拝
1971年6月、チャウシェスクは中国と北朝鮮を訪問し、毛沢東や金日成と会談した。チャウシェスクは彼らの個人崇拝(Cult of Personality)に強く影響され、中国や北朝鮮の政治体制を模倣するようになったとみられている。1971年7月6日のルーマニア共産党中央委員会政治局本会議総会の場で、チャウシェスクは「七月の主張」(Tezele din iulie)と呼ばれる演説を行った。基本的な内容は、社会における党の影響力のさらなる強化、学校や大学、児童・青年・学生団体における政治・思想教育の強化、政治宣伝の拡大、党の教育活動と大衆的政治活動の改善、「愛国活動」の一環として主要建設事業への若者の参加の促進、これらに向けて、無線放送、テレビ放送、出版社、劇場、オペラ、バレエ、芸術組合の活動の指針を決める、というものであった。チャウシェスクが書記長に就任したころの自由主義的な政策は終わりを告げ、検閲が復活した。ルーマニアの報道機関は北朝鮮の政治体制に触発され、チャウシェスクを賛美する政治的運動を展開し、これがチャウシェスクに対する個人崇拝の始まりとなった。金日成のチュチェ思想に関する話はルーマニア語に翻訳され、国内で広く配布された。また、チャウシェスクは、国家保安局(Departamentul Securității Statului)および秘密警察「セクリターテ」の権限を大幅に拡大させた。
1970年代初頭から、ニコラエ・チャウシェスクに対する個人崇拝が始まった。このころから、チャウシェスクは「祖国の父」(Tatăl Patriei)という呼び名を党内で徐々に築き上げていった。この指導者像は、ルーマニア共産党が公式に支持する「新たな歴史的概念」の一部を構成するもので、チャウシェスク自身はこの過程には干渉しなかった。1974年以降になると、彼は歴史上の著名な人物と自分を比較するようになった。チャウシェスクに対する個人崇拝は組織的に展開され、ヨシフ・スターリン(Иосиф Сталин)、毛沢東、ヨシップ・ブロズ・ティトー(Јосип Броз Тито)に対する個人崇拝の水準に比肩するか、あるいはそれらを凌駕するほどにまで強まり、当時のルーマニア人からは密かに「マオ＝チェスク」(Mao-Cescu)と呼ばれたこともあった。チャウシェスクの訪問先の国々では盛大な閲兵式が開催されるようになった。ルーマニア国内ではチャウシェスクの比較的若いころの肖像画が各地に設置されるようになった。国内のどの書店でも、チャウシェスクに関する本（全28巻の演説集）が山積みになっており、ルーマニアの日刊紙はチャウシェスクの業績の記録に専念し、夕方のテレビ放送はチャウシェスクの日々の日程や活動を伝え、新聞販売店や楽器店ではチャウシェスクによる演説を録音したものが販売され、画家や詩人はチャウシェスクを称える作品を創らねばならなかった。チャウシェスクはシュテファン・ヴォイテクから王笏を手渡され、大国民議会の開会式に登場する際にはこれを手に持った状態で現われた。
チャウシェスク政権の頃には、作家、詩人、歌手、作曲家、映画監督、画家に公費を払っていた。画家たちは、チャウシェスクとその家族の肖像画を毎日大量に描いていた。チャウシェスクは、自身の誕生日に一般の人々からの無償の愛を描いた絵画を贈られるのを気に入っていた。チャウシェスクの時代に描かれた絵画は、ブクレシュティにある国立近代美術館に展示されているが、チャウシェスクへの敬意を示すわけではないことを表すため、美術館の管理者の決定に基づき、これらの絵画は斜めに傾き、逆さまに吊るされている。
チャウシェスクは、常に「偉大なる指導者」として描かれた。「カルパティアの天才」「理性に満ちたるドナウ」「我らが光の源」、「これまでに見たことがない、新たな時代の創造者」、「英雄の中の英雄」「労働者の中の労働者」「この地上に初めて出現した有力者」といった賛美の言葉で彩られていた。
夫・ニコラエとともに、妻・エレナも個人崇拝の対象となった。エレナには「無限に続く大空に隣り合って瞬ける星の如く、彼女は偉大なる夫の傍らで光り輝き、ルーマニアの勝利への道筋を見つめるのです」との賛美が捧げられ、「Mama Neamului」（「国民の母」）なる称号で呼ばれ、「党の光明」「女傑」「文化と科学を導く光」とも呼ばれた。
1983年12月、第一次世界大戦後のルーマニア統一65周年記念集会が開催された。しかし、他の多くの行事と同じく、実際にはニコラエ・チャウシェスクを祝賀するための行事であった。会場の正面には「ニコラエ・チャウシェスク書記長同志率いるルーマニア共産党万歳！」と書かれた横断幕が張られ、フォーク・ダンスやバレエの上演も行われた。西側のある外交官は、チャウシェスクについて「東ヨーロッパにおいて最も独裁的且つ権威主義的な支配者」と表現したうえで「これは個人崇拝である」と呼んだ。

### 農村の体系化と運河建設
1972年以降、チャウシェスクは都市と農村の地域を「体系化」する事業を開始した。「多国間で発展した社会主義社会を構築する」ための重要な段階として宣伝されたこの事業計画に基づき、農村世帯を大量に除去し、住民を集合住宅に移住させた。農村の解体は、ルーマニアの農村社会の破壊につながった。1984年、ドナウ・黒海運河(Canalul Dunăre–Marea Neagră)が9年の歳月をかけて開通したのち、首都・ブクレシュティ(București)と黒海との間で海軍輸送を可能にするため、ドナウ・ブカレスト運河(Canalul Dunăre-București)の開通計画が持ち上がった。1986年にこれの工事が開始されたが、のちの1989年12月に勃発した革命でチャウシェスク政権が崩壊すると、この事業は停止となった。ドナウ・ブカレスト運河の建設と、体系化の「事業計画」は、ミハイレシュチュルイ(Mihăileştiului)地域の住民を恐怖に陥れた。1989年の末までに、チャウシェスクはこの地域の農村の大部分を一掃しようとしていた。約7000 - 8000の農村集落がルーマニアの地図から消え、残りの集落は取り壊された。

### ルーマニア語とラテン語
チャウシェスクは、ルーマニアという国家の偉大さの誇示を目的とした科学研究を非常に重視していた。ルーマニア科学協会(Academia Română)では、「ルーマニア人こそが古代ローマ人の直系の後継者であり、ルーマニア語は他の現代言語の中で最もラテン語に近い言語である」とする科学理論が盛んに展開された。

### 教会の破壊
チャウシェスク政権の時代に、教会や修道院の建物の取り壊しが実施された。首都・ブクレシュティでは23の教会が解体された。教会の解体には、エレナ・チャウシェスクも関わった。1987年6月13日、エレナはブクレシュティにあった教会『Biserica „Sfânta Vineri”-Herasca』（「聖金曜日・ヘラスカ教会」）を解体するよう命じた。彼女はその際に「Jos porcăria!」（「滅びよ！」）と叫んだという。翌7月、教会は取り壊された。のちにこの教会は、建物があった地点から150メートル離れた場所に再建された。ブクレシュティでは、23の教会が共産主義者によって取り壊され、「聖金曜日・ヘラスカ教会」は17番目に破壊された教会であった。

### 大地震

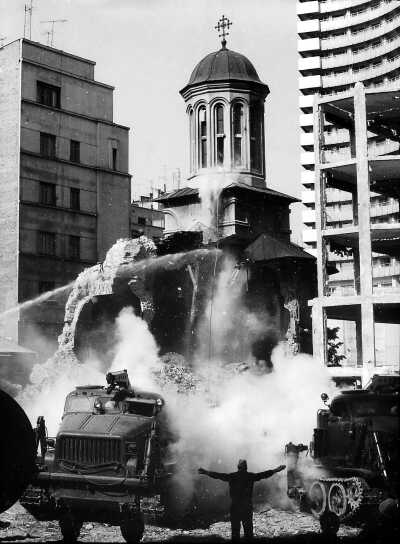
イエネイ教会が取り壊される様子

1977年3月4日から3月5日にかけてルーマニアで発生した大地震はかなりの被害をもたらした。マグニチュードは7を超え、1500人以上が死亡した。必死の救援活動が行われ、チャウシェスクも被災地に駆け付けた。チャウシェスクの呼びかけにより、食料の生産量が増えた。その後、複数の建物が取り壊された。

### 外国人との会話の制限
ルーマニア国民と外国人との接触を制限・管理するため、特別な法律が採択された。ルーマニア人が外国人と通話する際には、例外なく報告する義務が生じ、1982年になると、外国人と通話可能な回数が制限された。これらの措置により、ルーマニア人は外部との接触が困難になり、異議を唱える者に対する抑圧が促進された。

## チャウシェスク政権下のルーマニア経済
ルーマニアの他国への依存度を下げるため、チャウシェスクはルーマニアを農業国から先進工業国に変えようとした。1950年代から1960年代にかけてのルーマニアの工業生産は約40倍に成長した。1950年代初頭から、多数の大型機械製造工場や冶金工場が建設され、大型水力発電所も複数建設された。工業化自体は前任者のゲオルギウ＝デジの時代から始まってはいたが、それに伴う経済成長は、チャウシェスク治下の初期のころにも続いた。1960年代後半になると、計画経済の様式を維持しつつ、国内の企業の財政と経済の自律性を認め、従業員の仕事に対する物欲的な意欲を高めるための方策も講じた。1970年代には、工業化の成功や外国との貿易の増加により、ルーマニアは経済成長を続けた。ルーマニアは、1973年に西側諸国の資本による合弁会社の設立を許可し、西側の企業がルーマニア国内の市場に参入し始めた。1970年、ブクレシュティの中心部に、ホテル『Intercontinental』が建設された。中央ヨーロッパから東ヨーロッパに連なるカルパティア山脈や黒海には高級な行楽地が建設され、共産圏の市民には手が届き辛い西洋製の商品が購入可能になり、ルーマニア国民は外国製の自動車を購入する機会を得た。また、1970年代にはピテシュティ(Pitești)で自動車「ダチア」(Dacia)を独自に生産する体制が整った。工業化はその後も成果を上げ続け、1974年のルーマニアの工業生産量は、1944年の100倍になっていた。1970年代半ばの時点で、国民所得は1938年の15倍になっていた。
ルーマニアは石油産油国でもある。石油生産とその精製、石油化学工業が急速に発展し、1976年のルーマニアの石油生産量は、一日につき、30万バレルに達した。ルーマニアは150を超える国々と貿易関係を築き、1987年の年間貿易額は世界第12位となった。1967年から1987年にかけて9.6倍以上に増加したルーマニアの輸出構造は、加工度の高い製品の輸出が中心となった。これは全輸出の62%を占める。「完成品を輸出してこそ利益が出る」とチャウシェスクは考えていたが、西側市場におけるルーマニアの製品は、他国の製品と比べて競争能力は弱かった

### 石油危機と対外債務
1973年10月、サウジアラビア率いるアラブ石油輸出国機構(The Organization of Arab Petroleum Exporting Countries)の国々が石油の禁輸を宣言した。この禁輸措置は、第四次中東戦争でイスラエルを支持した国々が対象となった。この禁輸措置で、世界各国の政治と経済が影響を受け、ルーマニアも例外ではなかった。石油危機と原油価格の高騰が重なり、ルーマニア経済は低迷することとなった。ルーマニアは年間約1000万 - 1100万トンもの石油を生産していたが、1980年代初頭のルーマニアは生産量のほぼ2倍の量の石油を処理していた。石油製品の輸出の拡大と、石油化学産業の需要を満たすため、国内で処理される石油の量は急速に増加した。1982年には2260万トンだったのが、1989年には3060万トンにまで増加した。
急速に経済発展したルーマニアは、自国のエネルギー資源だけでは産業や生産を賄いきれなくなり、外国から石油を輸入するようになった。ルーマニアの石油生産量は、1970年代前半には年平均で10%の伸び率を示していたが、10年後には3%以下にまで下がっていた。ルーマニアが輸出する製品の価格は、西側の製品の3 - 4倍の値段になった。チャウシェスクは別の方法を模索し始めた。ゲオルギウ＝デジが実施していた、ルーマニアから出国したい人に向けて許可証を売る手段を思い出したチャウシェスクは、イスラエルへ向かうユダヤ人のために許可証を発行し、それに対してイスラエルはルーマニアに養鶏場を5つ建設し、ユダヤ人を迎え入れるごとにルーマニアにお金を支払っていた。当時、ルーマニアに住んでいたドイツ人が西ドイツに向かう場合、西ドイツはドイツ人一人につき、5000マルクのお金をルーマニアに支払っていた。当時、ルーマニア軍の装備品を供給していたのはソ連であった。ルーマニアは、ソ連製の「廃止された」武器の試供品をアメリカに販売し、外貨収入を得られた。かつてアメリカはソ連の「T-72」戦車を購入していた。チャウシェスクは、これらの手段で得たお金を対外債務の返済に回した。
ルーマニアにおける一人当たりの発電量は、スペインやイタリアのそれよりも多かったが、テレビ放送は1日に2 - 3時間放映されるのみで、集合住宅では15ワットの電球を1つ設置するだけであり、夜になると国中が暗闇に包まれた。一方、チャウシェスクが住んでいた「人民の館」(Casa Poporului)の窓はすべて点灯していた。
1975年、アメリカはルーマニアに対し、貿易における最恵国待遇(The Most Favored Nation Treatment)の地位を与えた。1970年代のルーマニアの経済成長は、最恵国待遇を与えたアメリカの存在や、国際復興開発銀行(The International Bank for Reconstruction and Development, IBRD)といった国際金融機関からの信用供与によるところが大きかった。1975年から1987年の間に、約220億ドル相当の融資がルーマニアに供与され、そのうちの100億ドルはアメリカからのものであった。1971年、ルーマニアは関税および貿易に関する一般協定(General Agreement on Tariffs and Trade, GATT)に正式に加盟した。この年、ルーマニアの産業発展のために国際通貨基金(The International Monetary Fund, IMF)から多額の融資を受け、1972年にはIMFとIBRDの正式会員となった。ルーマニアは、1990年以前にこれらの機関に加盟した初めての共産国家でもあった。
ルーマニアは、イランやペルシア湾の国々とも友好関係を結んだ。1979年まで、チャウシェスクはイランのパフラヴィー皇帝から支援を受けており、ルーマニアはイランから石油を定価で買い取っていた。しかし、パフラヴィー皇帝はイラン革命によって失脚し、イスラム原理主義者が権力を掌握した。西側諸国とイランの間で経済関係が断絶し、ペルシア湾では大規模な戦争が続いた。1979年以降、ルーマニアは石油の代金を外貨で支払わねばならなくなった。原油価格は、1979年春の時点では1バレルにつき16ドルだったのが、1980年の春には40ドルに跳ね上がった。西側諸国の政府は、石油危機以降に開発された節約戦略と、石油に代わるエネルギー源の使用を積極的に模索し始め、1980年以降になると、世界は石油および石油製品の長期にわたる需要の減少期に突入することになった。1977年以降、ルーマニアは石油輸入国になった。自国の石油精製産業の発展に向けての全体的な戦略は、低価格を維持し、この燃料の需要を伸ばし続けるよう設計された。1980年代の初頭、石油の購入と石油製品の販売に関連する貿易により、ルーマニアは一日につき、90万ドルの損失を被った。
ルーマニアの一部の企業の生産費用は、西側諸国の3 - 4倍にもなっていたが、原油価格が安い限り、これでも問題にはならなかった。しかし、ルーマニア経済は、国の石油埋蔵量の枯渇や世界経済危機に直面した。ルーマニアは対外債務100億ドルを1981年までに前倒しで返済せねばならなくなり、苦境に立たされることとなった。ルーマニアは1980年代に対外債務の返済を開始した。債務の支払い期限は1990年代半ばであった。
西側の政治指導者はチャウシェスクに対し、ルーマニアがワルシャワ条約機構と経済相互援助会議から離脱すれば、ルーマニアを優遇する趣旨を仄めかした。しかし、チャウシェスクはこれを断り、ルーマニアは予定を前倒しして債務と利子を返済する、と宣言した。
1983年、チャウシェスクは、ルーマニアが対外債務をこれ以上膨らませるのを禁止するため、国民投票を実施した。対外債務の返済を確実なものとするため、食料品の配給制が始まった。配給券が発行され、一人につき、卵5個、小麦粉と砂糖2ポンド、マーガリン半ポンドで、肉と乳製品も配給制となった。自動車の所有者へのガソリンの販売は「一ヶ月につき30リットル」に制限された。一般家庭で温水が出るのは週に一回だけであった。一日に数回の停電が発生し、「冬の間は冷蔵庫の使用停止」「洗濯機やその他の家電製品の使用禁止」「エレベーターの使用禁止」、これらの節電が呼びかけられた。ルーマニア国内のエネルギー消費量は、1979年と1982年に20%減少し、1983年に50%減少し、1985年にはさらに50%減少した。人々が食べ物を買うために列に並ぶのは、よく見られる光景となった。建物には暖房があっても使用禁止であった。医療は無料ではあるが、薬や設備が慢性的に不足していた。冬季には、冷蔵庫や家電製品の使用は固く禁じられ、住宅では暖房用のガスの使用も禁止された。違反した場合、「経済警察」に摘発され、罰金を科せられるだけでなく、電気やガスも停められた。ルーマニア人にとって、輸入品は手に入らないも同然の存在であった。オレンジ、バナナ、コーヒー、チョコレート、輸入のアルコール飲料は、ごく一部の家庭にしか無かった。

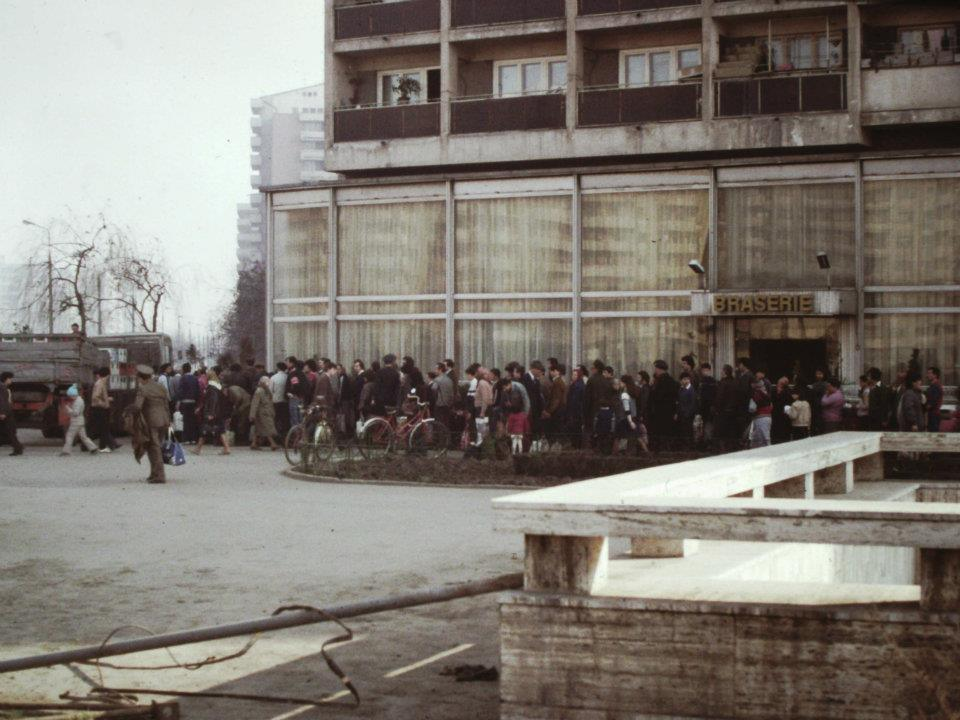
調理用の油を買うために並ぶ人々（1986年5月）

次男のニク・チャウシェスク(Nicu Ceaușescu)は、父に対して「お父さん、この国で何が起こっているのかご存じでしょうか？店はいつも客で溢れており、テレビ放送は1日につき2時間、掃除機と冷蔵庫は経済上の理由から使用を禁止されているのですよ」と尋ねた。それに対して父は、「それらは一時的な窮乏であり、国民は対処できるだろう」と答えたという。
エネルギーの生産量を増やすため、ルーマニアは原子力発電所の建設計画を採用した。この計画の一環として、ウランの貯蔵所が設立され、原子炉を備えた5つの発電装置（発電量700メガワット）を持つ、「チェルナーヴォーダ原子力発電所」(Centrala nucleară de la Cernavodă)が建設された。カナダとイタリアの協力で、1982年に建設が開始されたが、1986年4月にチェルノーヴィリ原発事故が発生すると、建設が一時的に中止となった。チェルナーヴォーダ原子力発電所は、チャウシェスク政権以降もルーマニアで唯一の原子力発電所として稼働し続けている。
現時点での経済政策は正しいのだ、と国民に納得させるための宣伝活動も盛んに実施された。節電の呼びかけや基本的な必需品に対する配給制の導入について、公式の宣伝では「より合理的に分配する試みである」と説明された。
1980年代には、「経済政策の遂行中に間違いを犯した」との理由で、主要な役職に就いていた者たちが次々に解任された。閣僚評議会議長を務めていたイリエ・ヴェルデッツは、経済危機の解決方法を巡ってチャウシェスクと激しい論争を繰り広げた。ヴェルデッツは、チャウシェスクから「対外経済関係における心得違い」を指摘され、1982年5月21日に辞任した。その後、ヴェルデッツは国家評議会副議長に任命された。
緊縮財政を経て、1988年のルーマニアは輸出が輸入を50億ドル上回った。これは第二次世界大戦終結から初めてのことであった。1989年4月までに、ルーマニアは対外債務をほぼ完全に返済できた。利息も含めた債務額は210億ドルにも達していた。1989年4月12日、ルーマニア共産党中央委員会本会議総会の場で、チャウシェスクは「ルーマニアは対外債務を完済した」ことを発表した。そのうえで、「ルーマニアは、今後一切、外国からの融資を受けない」と宣言した。
しかしながら、一連の緊縮財政の結果や、政治的理由による西側やソ連との協力関係の停止により、ルーマニアは経済的破局の瀬戸際に立たされた。厳しい緊縮財政策は、ルーマニアの対外債務の返済の達成につながったが、ルーマニア国民の生活水準に悪影響を及ぼし、物資不足は続いた。対外債務の完済後も、チャウシェスクが発した命令により、ルーマニア製品の輸出自体は続いたが、国内の消費は減る一方であった。それが止まったのは、チャウシェスク政権滅亡後のことであった。
多くの証言によれば、チャウシェスク自身、ルーマニア国民からの人望や強い支持を最後まで信じていたという。しかし、ルーマニアの経済危機が深刻化するにつれて、チャウシェスクに対する不信感が募り、ルーマニア社会では緊張感が高まりつつあった。

### 対外債権
ルーマニアは対外債務を抱えていた一方で、複数の国から回収せねばならない対外債権も残っている。チャウシェスクはムアンマル・アル＝カッザーフィーとの結び付きを強め、商業契約を交わした。ルーマニアはリビアに道路を建設し、数十の学校、数百の区画を建設し、武器を輸出した。リビアはルーマニアにムルズクの油田の特権を許可した。1993年まで、ルーマニアはこれに5000万ドル以上を投資した。

### 政権への抗議
1977年6月30日、法令第三号(Legea nr. 3)が制定された。この法律では、鉱山労働者の定年が引き上げられ、障害者年金が廃止された。トランスィルヴァニアの南西部、ジウルイ渓谷にあるルペニ(Lupeni)で働く90000人の鉱山労働者のうち、35000人が1977年8月1日の深夜に操業停止を決定し、労働争議を展開した。もともと安い給料であったことに加え、労働時間がさらに延長され、3月からは残業代は支払われず、休日問わず働くよう義務付けられ、「生産目標を達成できなければ給料から天引き」とされた。労働者たちの貧しい生活環境や、彼らの苦境に対して経営陣がまるで無関心であったことも手伝った。労働者たちは労働時間の短縮や労働環境の改善を要求した。8月2日、労働者たちは、ブクレシュティからやって来た党の代表団を捕らえ、チャウシェスクを連れてくるよう要求した。8月3日に現場に到着したチャウシェスクは労働者たちの怒りを鎮めようとしたが、何千人もの群衆はチャウシェスクの言い分には耳を傾けず、強い抗議で答えた。群衆の中からは「Lupeni '29!」との叫び声の唱和も起こったが、これは1929年8月にも同地で発生した労働争議について言及している。この労働争議の主導者であるコンスタンティン・ドブレ(Constantin Dobre)は、チャウシェスクの目の前で、労働日程、就業規則、年金、物資の供給、住居、投資に関する要求を読み上げた。チャウシェスクは鉱山労働者たちの労働条件と生活状況の改善を約束し、現場から去っていった。1977年12月31日まで、就労障害年金受給者は給料と年金の両方を受け取れるよう決定され、労働時間を8時間から6時間に短縮し、供給を改善するという約束は履行されたが、他の要求に関しては受け入れられなかった。この労働争議に参加した労働者たちの一部は、のちにセクリターテから殴る蹴るの暴行を受けたり、懲役刑を宣告されたりした。また、およそ4000人の労働者が解雇されたという。懲役刑が終わった者たちの多くは治安当局の厳格な監視下に置かれ、何年にもわたって嫌がらせを受けた。
1981年、鉱山労働者たちが再び蜂起し、1982年にはマラムレシュ(Maramureș)で暴動が発生した。1986年から1987年にかけては、クルージ(Cluj)の重工業、冷蔵庫工場で、1987年にはヤーシ(Iași)にある自動車工場、ルーマニア国内の産業の中心地で、大規模な労働争議が続発した。1987年11月15日、並ぶのに疲れ、慢性的な食糧不足に悩まされていた工業都市、ブラショヴ(Brașov)の労働者たちは、給料削減に加えて大規模な人員削減が行われることを知り、市内の中心部に移動した。当初、彼らは「我々は食料と暖房を要求する！」「我々は金を要求する！」「我々の子供たちに食料が要る！」「我々には灯りと暖房が要る！」「配給券無しでパンを買えるようにせよ！」と唱和していた。ブラショヴの市長（ブラショヴ郡党委員会の書記でもある）が姿を現わし、「あと一カ月もすれば、諸君らは諸君らの子供たちと一緒に藁を喜んで食べるようになるだろう」と言った。抗議者たちは市長を殴り、党委員会の建物や市庁舎に闖入した。そこにはさまざまな種類の食べ物でいっぱいの宴席があった。群衆は「この泥棒め！」「チャウシェスクを倒せ！」「共産党を叩き潰せ！」と唱和し、1848年の国歌『Deşteaptă-te, române!』（『目覚めよ、ルーマニア人!』）を歌った。労働者たちは、建物内の壁からチャウシェスクの肖像画を引き剥がし、これを建物の前の広場で燃やした。この暴動は治安部隊と軍隊に鎮圧されたが、死者が出たという報告は無い。逮捕された者たちは殴る蹴るの暴行を受け、裁判では有罪判決を受け、国内の別の場所に強制送還され、その後も治安当局の監視下に置かれた。

### 六人による書簡
1989年3月10日、ゲオルゲ・アポストルが起草し、アレクサンドル・ブーラダーノ、コルネリウ・マネスク、グリゴーレ・イオン・ラチャーノ、コンスタンティン・プルヴォレスク、スィルヴィオ・ブルカンが署名した文書が発表された。これはチャウシェスクによる一連の政策を非難する内容であった。「ニコラエ・チャウシェスク大統領閣下。我らが社会主義の理念そのものが、あなたの政策が原因で信用を失い、我が国がヨーロッパで孤立しつつある現状を受けて、我々は声を上げることに致しました」との言葉で始まるこの文書は「六人による書簡」）と呼ばれ、1989年3月11日にBBCテレビとラジオ・フリー・ヨーロッパ(Radio Free Europe)でも取り上げられ、放送された。1989年3月13日、ルーマニア共産党中央委員会政治執行委員会の会議の場でこの書簡が議題に上がった。チャウシェスクは、ルーマニア国民が外国人との関係を維持できる条件をより厳格にするよう決定したうえで、これに署名した者たちを「国家に対する裏切り者」と認定した。ゲオルゲ・アポストルをはじめ、書簡の作者たちは逮捕され、尋問され、自宅軟禁下に置かれた。
ルーマニア生まれの歴史学者、ヴラディミール・ティスマナーノによれば、この書簡はルーマニア国民に幅広く支持されたわけではないが、チャウシェスク政権の抑圧体制の暴露とその崩壊につながった、という。また、ティスマナーノは「『六人による書簡』は、反全体主義の宣誓書というわけではなく、チャウシェスクの独裁の濫用に対する党の旧親衛隊による反乱の叫びであった。これは遅きに失した反乱であり、イデオロギーに関連するものに限定され、政治との関連は無かった」と書いた。署名者の1人であるスィルヴィオ・ブルカンについて、「彼はチャウシェスクを公に批判することは無かった。ブラショヴで蜂起が起こるまで、ブルカンはこれを遵守した。その後も党の指導的役割に対して反対の姿勢は見せなかった。彼はチャウシェスクの個人崇拝の行き過ぎと、『レーニン主義の規範』からの逸脱が見られた時にだけ、異議を唱えた」「決して反体制派というわけではなく、ルーマニア共産党内では派閥主義者に過ぎなかった。彼は自由民主主義を信じてはいなかったし、多元主義を大切にする人物でもなかった」と書いた。

### ルーマニア共産党14回党大会
1989年10月ごろから、チャウシェスクによる権力の濫用について書かれた内容の書簡が国中に出回るようになっていた。学者、作家、共産党の幹部が署名しており、その中には、のちの救国戦線評議会(Consiliului Frontului Salvării Naţionale)の議長を務めることになるイオン・イリエスク(Ion Iliescu)の名前もあった。それには、「11月に開催される第14回党大会で、チャウシェスクを再選させてはならない」「この狂人夫婦に抗議の声を上げよ」との趣旨が書かれていた。1989年11月20日から11月24日にかけて、ルーマニア共産党第14回党大会が開催された。11月20日、党大会に出席したチャウシェスクは6時間に亘って報告書を読み上げた。11月24日、チャウシェスクは全会一致（3308票中3308票）でルーマニア共産党書記長に再選された。チャウシェスクは、共産党書記長を含めたすべての役職に再選された。会場にいた者たちはその場で総立ちし、チャウシェスクに対して一斉に拍手喝采を送った。

## 外交

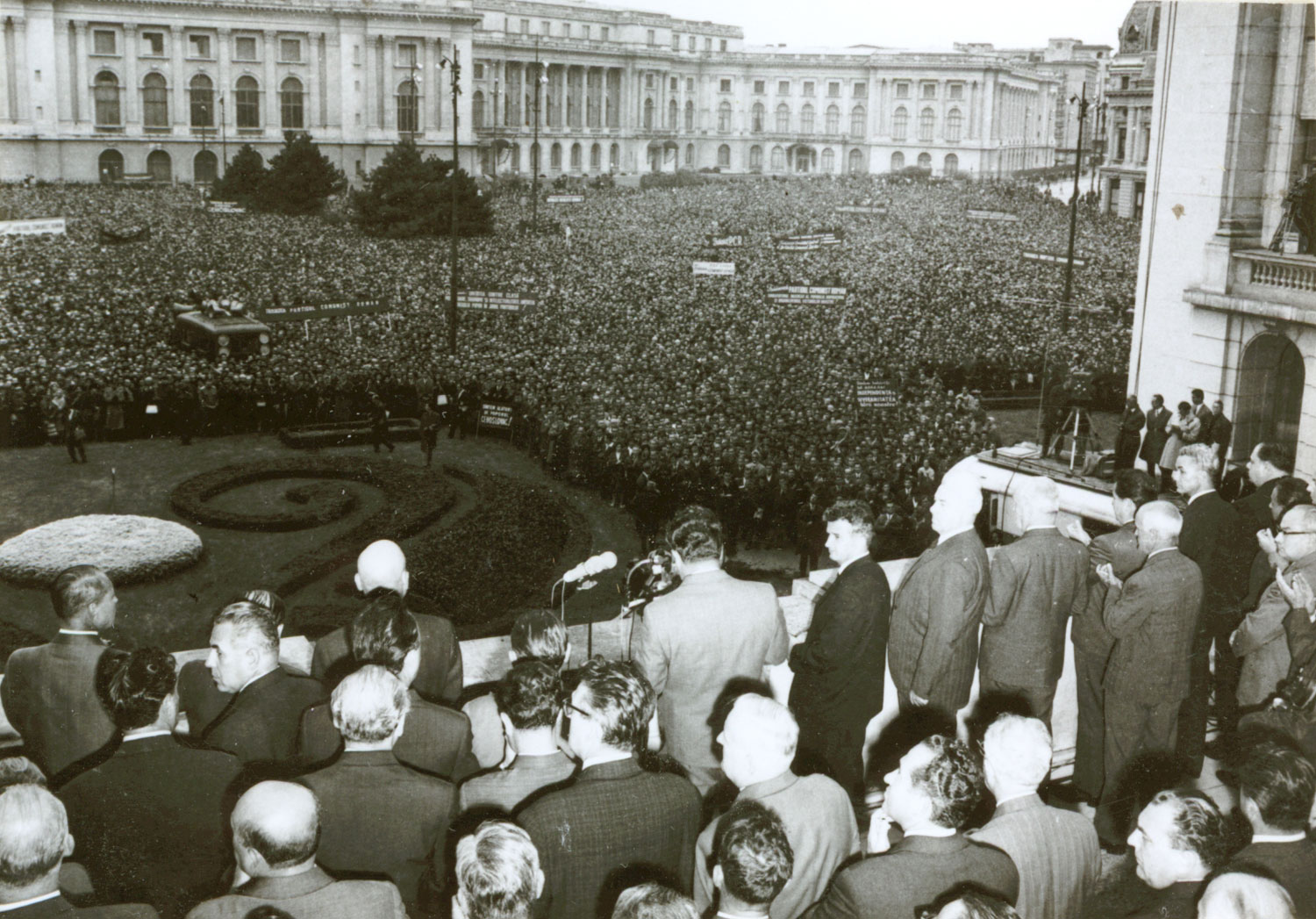
ソ連によるチェコ・スロヴァキアへの軍事侵攻を非難する集会（1968年8月21日）

ワルシャワ条約機構加盟国の軍隊がチェコ・スロヴァキアに軍事侵攻を仕掛ける前の1968年8月16日、チャウシェスクはプラハを訪問し、チェコ・スロヴァキア共産党第一書記、アレクサンデル・ドゥプチェク(Alexander Dubček)と会談し、友好、協力、相互扶助の条約に署名した。ソ連がチェコ・スロヴァキアを占領したあとの1968年8月21日、ブクレシュティにて国民集会が開催され、それに出席したチャウシェスクは「チェコ・スロヴァキアへの侵攻は甚だしい間違いであり、ヨーロッパの平和と社会主義の運命に対する重大な脅威であり、革命運動の歴史において恥ずべき汚点を残した」「兄弟国の内政への軍事介入は到底許されるものではないし、正当化もできない。それぞれの国において、社会主義をどのようにして構築すべきか、部外者にはそれをとやかく言う権利は無いのだ」と述べ、強い調子でソ連を非難した。チャウシェスクは、この軍事侵攻へのルーマニア軍の参加を拒否している。チャウシェスクは、1979年12月にソ連がアフガニスタンに軍事侵攻した際にもソ連を非難し、ソ連がルーマニアの領土に軍事基地を置くことを正式に禁じた。
チャウシェスクは外交政策の一環として、さまざまな国際紛争において、ルーマニアの指導者として調停役を務めることもあった。1966年、チャウシェスクは、北大西洋条約機構とワルシャワ条約機構を同時に解散させる構想を打ち出したことがある。アメリカとソ連の双方に対して、核ミサイルの配備を止めるよう求めたこともある。1969年、チャウシェスクは、アメリカと中国の国交樹立の仲介役も果たしている。チャウシェスクによる外交で、ルーマニアはイスラエルとパレスチナの双方と良好な関係を維持できた。1977年、エジプトの大統領、アンワル・アッ＝サーダートがイスラエルを訪問した際、チャウシェスクは、イスラエルの指導者との交渉に参加している。
チャウシェスクは外交手段を駆使してソ連からの脱却を図ろうとした。1984年にロス・アンジェレスで開催されたオリンピックに、ルーマニアは正式に参加した。ソ連は衛星国に対してこのオリンピックへの不参加を呼びかけたが、チャウシェスクはこれを無視して選手団をアメリカに派遣した。東ヨーロッパの共産圏の中で、ルーマニアはこのオリンピックに参加した数少ない国でもあった。のちにチャウシェスクにはオリンピック勲章が授与された。
ルーマニアは、欧州共同体、イスラエル、西ドイツと国交を結んでいた。1974年にルーマニアを欧州共同体の優遇国一覧表に加える条約が締結され、1980年にはルーマニアと欧州共同体の間で工業製品の貿易に関する協定が締結された。これは、リチャード・ニクソン(Richard Nixon)とジェラルド・フォード(Gerald Ford)の二人のルーマニアへの公式訪問につながった。
西側諸国を精力的に訪問したチャウシェスクは、自らを「ソ連の枠組みの中で独立した外交政策を追求する共産主義の改革者」と位置づけ、西側諸国の政治指導者から好感を持たれた。1967年、ルーマニアはソ連の許可を得ず、西ドイツを国家として承認し、良好な関係を維持した。ルーマニアは両国間の協定により、トランスィルヴァニア(Transylvania)に住むドイツ人が西ドイツから金銭面での補償を受ける代わりに出国を許可した。
1969年8月、リチャード・ニクソンがルーマニアを訪問し、チャウシェスクはニクソンと会談した。ルーマニアは、合衆国大統領が訪問した初めての共産国となった。その後、30年近く指名手配を受けていた反共主義の不正規兵部隊の司令官、イオン・ガブリラ・オゴラヌが、恩赦で釈放された。これは時の国務長官、ヘンリー・キッシンジャー(Henry Kissinger)の要請によるものであった。チャウシェスクと会談したニクソンは、チャウシェスクの印象について、「筋金入りのスターリニストであり、外交の場面でよく見られる陳腐な決まり文句を使わない人だ」と評した。チャウシェスクは、「自分はニクソンと会談する」という話を、会談の公式発表の36時間前にソ連に通知したという。ニクソンとの会談で、チャウシェスクは「あなたのルーマニア訪問に対し、ソ連の同志たちが少し動揺しているのは確かです」と述べたという。当時のチャウシェスクは「歴史的な分析に基づき、ソ連の覇権はそう長くは続かないだろう」と予測していたという。

### ソ連
1985年3月11日、ミハイル・ゴルバチョフ(Михаил Горбачев)がソ連共産党の書記長に選出された。1986年4月8日、タリヤーチェを訪問していたゴルバチョフは、「政治的および経済的な変革」を意味する言葉として、「ペレストロイカ」(Перестройка)という単語を初めて使った。のちにゴルバチョフは、「グラースノスチ」(Гла́сность)と呼ばれる改革の実施にも着手した。これは報道における検閲の緩和と、情報の積極的な公開である。チャウシェスクは、ゴルバチョフが打ち出したペレストロイカを批判した。それまでも理想的とは言い難い状況にあったルーマニアとソ連の関係は、これによってさらに悪化した。1989年8月23日、ルーマニアで行われた「ファシスト占領解放45周年記念式典」に出席したチャウシェスクは、「ルーマニアでペレストロイカが行われるよりも、ドナウ川が逆流する可能性のほうが高いだろう」と発言した。
1989年12月4日、ワルシャワ条約機構に加盟する国々による首脳会議がモスクワで開催された。この会議で、ブルガリア、東ドイツ、ポーランド、ハンガリー、ソ連の首脳による共同宣言が採択された。
「1968年のチェコ・スロヴァキアに対する軍事介入は、主権国家に対する内政干渉であり、非難されなければならない」「国家間の関係において、国家の主権と独立の原則は厳格に尊重されるべきである。極めて複雑な国際情勢においても、それがいかに重要であるかは歴史が証明している」
しかし、ルーマニアはソ連による軍事侵攻に参加しなかったため、この共同宣言には署名しなかった。この首脳会議に出席したニコラエ・チャウシェスクはソ連に対し、東ヨーロッパおよび中央ヨーロッパのすべての国々、チェコ・スロヴァキア、ハンガリー、ポーランド、ドイツからソ連軍を撤退させるよう要求した。ゴルバチョフとチャウシェスクによる最後の会談に同席していたチャウシェスクの軍事顧問で閣僚評議会第一副議長、イオン・ディンカによれば、二人の会話には「下品な言葉だけが欠落していた」という。ペレストロイカについて、チャウシェスクは「いかなる改革政策も実施しない」と拒否し、それに対してゴルバチョフは「極めて深刻な結果をもたらすだろう」と述べ、チャウシェスクを精神的に追い詰めたという。
チャウシェスクと西側の関係は、1980年代に著しく悪化した。1987年以降、チャウシェスクは経済相互援助会議の加盟国やG7諸国への訪問を拒否され、1988年には貿易における最恵国待遇からも外された。

### ルーマニア革命
1989年12月15日、ルーマニア政府は、ティミショアラ(Timișoara)に住むハンガリー人の牧師に対して教区から立ち退くよう命じた。立ち退き命令に抗議する形で、キリスト教徒たちの集団ができあがり、学生を含む多くの群衆も自発性にこれに加わり、抗議運動は徐々に拡大し、勢いを増していった。12月17日にティミショアラにて抗議活動と暴動が発生し、兵士がデモ参加者に発砲したことによって、およそ100人が死亡した。12月18日からイランを訪問中であったチャウシェスクは12月20日に急遽帰国し、ティミショアラに非常事態宣言を布告し、ルーマニア共産党中央委員会の建物の内部にあるテレビ放送室で、ルーマニア国民に向けて演説を行った。チャウシェスクはティミショアラの抗議者たちについて「ごろつきの集団」と呼び、「社会主義革命に敵対する者たちである」と非難した。また、「ティミショアラで始まった暴動は、ルーマニアの主権を有名無実化させようと企む帝国主義者の団体と外国の諜報機関からの支援を受けて組織されたもの」であり、「社会主義の恩恵を潰し、外国人の支配下に置かれていたころのルーマニアに戻さんとする企みである」と訴えた。
1989年12月21日、チャウシェスクは首都・ブクレシュティにて集会を開催し、集まった労働者たちに向けて演説を行ったが、その最中に騒動が発生し、抗議者・労働者と、軍隊、治安部隊との間で紛争が始まった。チャウシェスクは郡党委員会の第一書記と電話会議を行い、「ここ数日の一連の出来事は、国を不安定にさせ、ルーマニアの独立と主権に対する組織的な策動の結果である」と宣言し、党と国家権力、民兵、治安部隊、軍隊を総動員するよう求めたうえで、「我々は、この出来事の正体を暴き、断固として拒否し、始末を付けねばならない」「全人民の財産、ルーマニアの都市、社会主義、ルーマニアの独立と主権を守るための団体を設立するのだ」と述べた。12月22日、チャウシェスクはルーマニア全土に非常事態宣言を布告し、自ら軍隊の指揮を取ることにしたが、群衆を抑えることはできなかった。この日の正午、ニコラエとエレナの二人は、ルーマニア共産党中央委員会の建物の屋上からヘリコプターに乗ってブクレシュティから脱出し、トゥルゴヴィシュテ(Târgoviște)に着くも、その日のうちに軍隊に捕らえられた。イオン・イリエスク(Ion Iliescu)が議長となった救国戦線評議会(Consiliului Frontului Salvării Naţionale)による決定に基づき、チャウシェスク夫妻は裁判にかけられた。チャウシェスク夫妻は、以下の以下の罪状で起訴された趣旨を告げられた。
- 6万人を殺害した
- 国家と国民に対して武装行動を組織し、国家権力を転覆させようとした
- 建物の破壊・損壊、都市における爆発で公共財産を破壊した
- 国民経済を弱体化させた
- 外国の銀行に10億ドルを不正に蓄財し、それを利用して国外逃亡を図ろうとした

しかしながら、これらの告訴内容が立証されたことは無い。二人に対する裁判は1時間20分で終了し、これらの罪状については一つたりとも立証されることは無かった。
チャウシェスク夫妻は死刑を宣告されたのち、銃殺刑に処せられるに至った。

## その後
チャウシェスク政権が滅びたのち、ルーマニアでは1990年1月7日に死刑が廃止された。ニコラエとエレナの二人は、ルーマニアで死刑が執行された最後の存在となった。
その後のルーマニアは、その多くがルーマニア共産党員で構成される救国戦線評議会が政権を掌握し、「国家の運営において暫定的な役割のみを担い」、「自由選挙が実施できるようになり次第、撤退し」、「自らは選挙に立候補しない」と約束した。
ルーマニアは、2004年にNATOに、2007年には欧州連合に加盟した。共産政権のころの計画経済から市場経済へと移行したルーマニアでは、政治家や役人の汚職が目立つようになった。2017年1月31日、汚職額が約4万8500ドル未満の場合、「役人の不正行為については御咎め無し」とする大統領令が発令された。議会からの意見も皆無の状態で発令されたこの法令は、係争中の汚職犯罪に対するすべての捜査を停止し、汚職で投獄されている役人が釈放されることを意味する。ルーマニアでは政治家による博士論文の盗用・剽窃もたびたび報じられる。
また、ルーマニア人の多くが移民として外国に渡った。ルーマニアの政治家たちは、外国に出ていったルーマニア国民を自国に帰国させることがいかに重要かを語っているが、帰還を決意したルーマニア人を社会復帰させるにあたっての手立ては無く、何もしようとしない。国内では不平等も強まり、ルーマニアは依然として欧州の中でも貧しい国であり続けている。
略式裁判の際、チャウシェスクは「外国の銀行に秘密口座を開設した」と言われたが、そのような口座は実際には存在しないことが分かった。2008年10月14日、ルーマニア議会は、調査委員会による報告書を採択した。国会特別委員会の議長、ジョルジェ・サビン・クタシュは、「銀行家や中央銀行総裁、ジャーナリストに証言を聞いた結果、『ニコラエ・チャウシェスクが外国の銀行に秘密の口座を持ち、お金を不正に移していた』ことを示す証拠は見付からなかった」と結論付けた。報告書では「取材を受けたすべての人々に共通する結論は、『チャウシェスクは国外に口座を持っていなかった』である」と書かれた。
2018年12月、イオン・イリエスクは、「人道に対する罪」で起訴された。検察によれば、「テレビへの出演や報道発表を通じて、誤った情報を流布し、全身性の精神病を助長した」「彼らの行動や発言は、『友軍による銃撃と混沌へと導いた銃撃戦、矛盾に満ちた軍事命令の事例」の危険を意図的に高めた」「チャウシェスクがブクレシュティから逃亡したのち、さらに862人が殺された」「彼らの行動は、『裁判という名の見せかけだけの嘲笑劇を経て、チャウシェスクに対する有罪判決の宣告と処刑』につながった」という。1989年の出来事に関する調査は、2009年に一度終了しているが、欧州人権裁判所(La Cour européenne des droits de l'homme)による判決を受けて、2016年に再開された。イオン・イリエスク、ジェル・ヴォイカン・ヴォイコレスク、元空軍長官のイオスィフ・ルースの3人が裁判にかけられることになった。起訴状では、「1989年12月21日のニコラエ・チャウシェスクの失脚後に設立された救国戦線評議会の指導者は、国家の安全保障および国防機関を支配下に置き、政治権力を掌握しようとした」「治安機関と軍隊を故意に利用し、友軍による銃撃と、混沌へと導いた銃撃戦を作り出し、矛盾に満ちた軍の命令を発することにより、『テロリズムが原因の、全身性の精神病』をもたらした」「組織的にもたらされた無秩序により、862人が殺され、2150人が負傷し、数百人が恣意的に逮捕され、精神的外傷を負った」「1989年12月17日から22日まで行われた抑圧的な行為よりも深刻なものであった」という。また、「1968年にソ連がプラハに軍事侵攻して以降、ルーマニアとソ連の関係が悪化し、社会全体における深刻な不満が燻っていた状態の結果として、ニコラエ・チャウシェスクの打倒を目的としつつ、ルーマニアをソ連の影響下に留めようとする反体制派の集団が形成され、勢力が強まっていった」とも書かれた。
略式裁判の冒頭で、チャウシェスクは、ルーマニアの新たな指導者たちについて「『外国の勢力』と共謀し、その助けを借りて実権を握っている」と述べ、「外国と接触しているこの裏切り者の一団を受け入れるつもりは無い」「大国民議会とルーマニア国民の前でのみ答えよう。外国の軍隊を国内に呼び寄せた連中の質問に答えるわけにはいかない」と明言した。
ルーマニア国内で実施されている世論調査においては、チャウシェスク政権に対する再評価が見られる。
2014年4月3日から4月6日にかけて行われた世論調査では、「もしも現在のルーマニアにチャウシェスクが蘇り、大統領選挙に出馬した場合、ルーマニア国民の66%がチャウシェスクに投票しようとするだろう」との結果になった。2014年の時点で大統領であったトライアン・バセスク(Traian Băsescu)を支持した回答者は10%未満であった。この調査結果では、ルーマニア国民の69%が「自分たちの生活状況は、1989年以前よりも悪くなっている」と考えており、回答者の73%は「現在のルーマニアは間違った方向に進んでいる」と考えている。

## 国旗

?ルーマニア人民共和国の国旗 (1948年1月制定)
? ルーマニア人民共和国の国旗 (1948-1952)
? ルーマニア人民共和国の国旗 (1952-1965)
? ルーマニア社会主義共和国の国旗 (1965-1989)
? 1989年のルーマニア革命での救国戦線軍の旗。国章が切り取られ、穴が開いている。
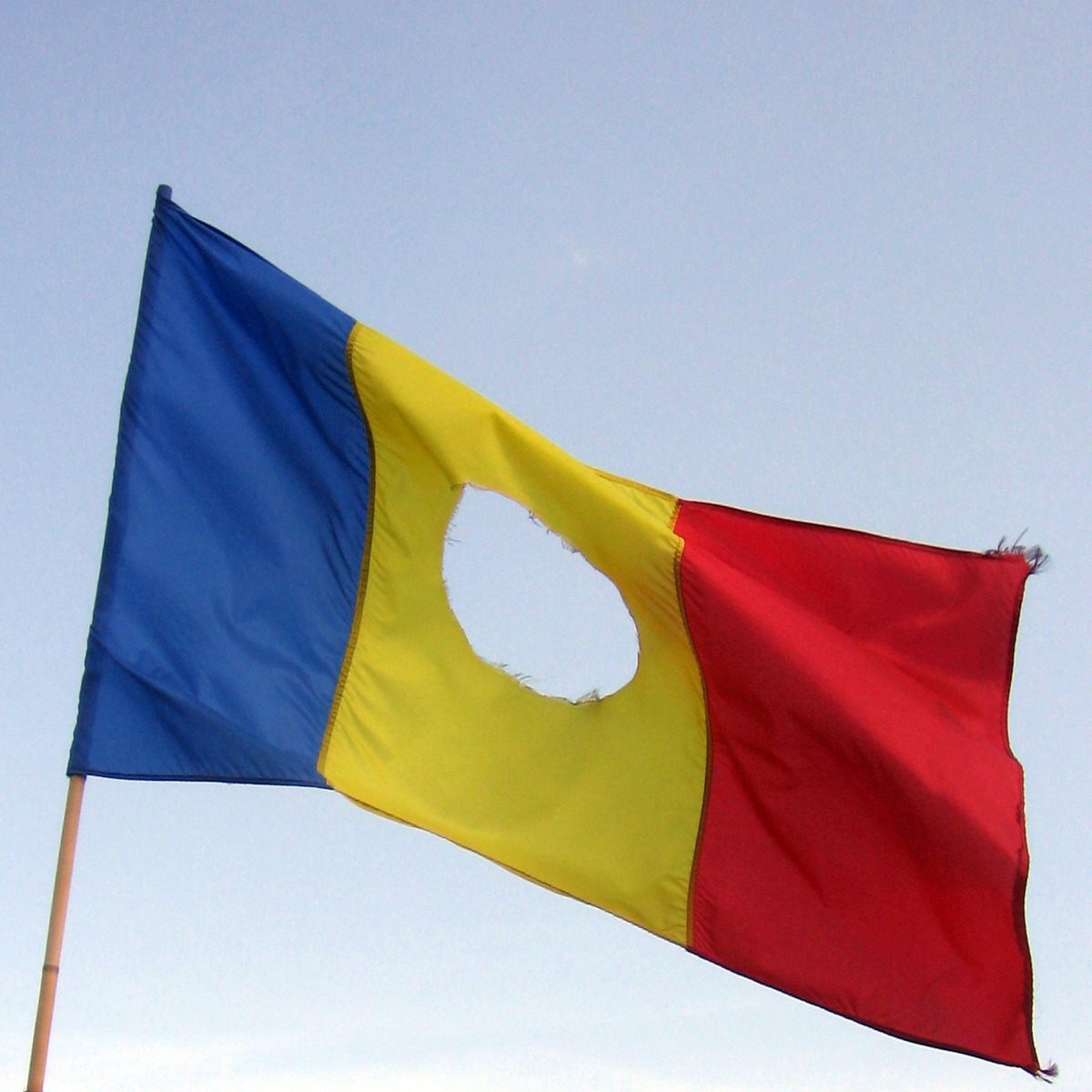
1989年のルーマニア革命における救国戦線軍の実際の旗。

## 国章

ルーマニア人民共和国の国章（1948年1月~1948年3月）
ルーマニア人民共和国の国章（1948年3月~1952年）
ルーマニア人民共和国の国章（1952年~1965年）
ルーマニア社会主義共和国の国章（1965年~1989年）

## 資料
- Comunismul românesc de la începuturi până la moartea lui Gh. Gheorghiu-Dej

- COMISIA PREZIDENŢIALĂ PENTRU ANALIZA DICTATURII COMUNISTE DIN ROMÂNIA